# Марущак, Анатолий Петрович
Анато́лий Петро́вич Маруща́к (род. 8 ноября 1953, Каменск-Шахтинский, Ростовская область, СССР) — украинский поэт, прозаик, журналист. Автор книг и поэтических сборников. Заслуженный журналист Украины.

## Биография
Директор ТВО «Скифия», г. Херсон.
Лауреат Международных и Всеукраинских телевизионных фестивалей.
Член Национального союза кинематографистов, Национального союза журналистов.
Член Национального союза писателей Украины.

## Награды
- 1997, 1998 — лауреат Всеукраинского фестиваля телевизионных и радиопрограмм «Калинові острови».
- 1998 — победитель в номинации «За лучшую журналистскую работу» на фестивале «Україна — наш рідний край».
- 2002 — Гран-при Международного телерадиоконкурса «Україна Єдина», за фильм «Подранки»; приз «Лучший журналист 2002 года».
- 2003 — лауреат Международного телерадиоконкурса «Україна Єдина», за фильм «Стовідсоткова луна».
- 2009 — награждён орденом «За заслуги» ІІІ степени.
- За прозу присуждена литературная премия им. Мыколы Кулиша.
- Заслуженный журналист Украины.

## Произведения

### Сборники
- Вольный стиль (1999)
- Утоли мои печали (1999)
- У слові і в мовчанні (2003)
- Мандри наосліп (2005)
- Щоденник вітру (2008)

### Стихотворений для детей
- Непослушные пальцы (2001)
- Почему весёлый кит не приплыл на остров Крит (2002)

### Романы
- Высокий двор (1990)
- Тайна турецкой скалы (2005)
- Ключи от приключений (2007)
- Бешеный ферзь (2007)
- Доктор Го (2010)

### Телефильмы
- «Соль земли» (1997)
- «Подранки» (1998)
- «Северные люди Южного края» (1998)
- «Соло скрипки для журавля» (2000)
- «Свет тени» (2000)
- «Земля Сотникова» (2001)
- «Коста» (2008)

### Песни на слова автора
- «Декабрь»
- «Танго»
- «Аскольдова слава»
- «Ні, не тому кохаю я тебе»
- «Песня о Херсоне»
- «Мне тебя не хватает»